# Christlicher Sängerbund
Der Christliche Sängerbund (CS) ist ein Verband von Chören aus Freikirchen, Kirchen und Gemeinschaften. Er besitzt die Rechtsform eines eingetragenen Vereins. Seine Zentrale befindet sich seit 1965 in Wuppertal.

## Geschichte
Der Christliche Sängerbund wurde 1879 in Elberfeld (heute: Wuppertal) mit 30 Chören aus dem Bereich der Evangelischen Allianz gegründet. Zum ersten Präsidenten wurde der Initiator des Sängerbundes Wilhelm Elsner (* 1833) gewählt. Bereits 1881 bildete sich durch die Initiative des Methodistenpredigers Hans Jakob Breiter ein Schweizer Zweig des Sängerbundes. Zu ihm gehörten 23 Chöre. Der erste Präsident dieser Sektion war der Pfarrer Rudolf Wyss.

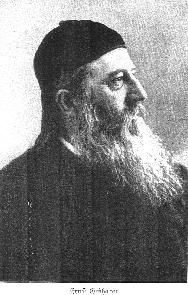
Ernst Gebhardt

Nach Wilhelm Elsners Tod im Jahr 1892 übernahm der so genannte Heilsliedersänger und Kirchenliederdichter Ernst Gebhardt das Amt des Bundesvorsitzenden. Aufgrund seiner weltweiten Kontakte schlossen sich auch zahlreiche deutschsprachige Chöre aus Nordamerika dem Wuppertaler Sängerbund an. 1898 trennten sich eine Reihe von Chören der Landeskirchlichen Gemeinschaften vom Sängerbund und schlossen sich dem inzwischen neu gegründeten Evangelischen Sängerbund an. Dennoch wuchs die Zahl der Mitglieder ständig. Sie erreichte in den Jahren 1935/36 mit rund 40.000 Mitgliedern ihren Höchststand.
Ab 1949 war Herbert Beuerle Singwart. 1978 gehörten dem Christlichen Sängerbund im Bereich der Bundesrepublik Deutschland und West-Berlin 718 Chöre mit insgesamt 18.811 Sängern und Sängerinnen an. 310 Chöre mit 4500 Mitgliedern bildeten den Christlichen Sängerbund der Deutschen Demokratischen Republik.
Im Zuge der Wiedervereinigung 1990 schlossen sich auch die seit 1964 getrennten Bünde zusammen. Heute repräsentiert der deutsche Christliche Sängerbund rund 650 Chöre mit circa 12.000 Sängerinnen und Sängern. Zu den bedeutenden Persönlichkeiten des Sängerbundes gehören neben Ernst Gebhardt unter anderem der verstorbene Komponist, Kantor und Chorleiter Paul Ernst Ruppel sowie der Hymnologe und Kirchengeschichtler Günter Balders.
Im Jahr 2021 wurde eine Auflösung des Sängerbundes zum Sommer 2022 beschlossen. Die Musik- und Chorarbeit soll in die Verantwortung der einzelnen Kirchen, Freikirchen und Gemeinschaften zurückgeführt werden. Die Verlagsarbeit des Christlichen Sängerbundes wird zukünftig vom christlichen Verlag blessings for you übernommen.

## Ziele
Neben der Förderung und Ausbreitung des geistlichen Chorgesangs spielt die Weiterbildung der Chorleiter und -mitglieder eine große Rolle. Auch die Herausgabe neuer Chorliteratur gehört zu den wichtigen Zielen des Christlichen Sängerbundes. Grundlage ist dabei – so heißt es auf der Webseite des CS – „das Evangelium von Jesus Christus“.

## Organisation und Struktur
Unterste Ebene des organisatorischen Aufbaus des Christlichen Sängerbundes sind regionale Zusammenschlüsse, die so genannten Sängerkreise, die wiederum in Landesverbänden zusammengefasst sind. Die Landesverbände bilden den Bundesverband, der von einem Vorstand geführt wird. Dem Vorstand gehören an: der Bundesvorsitzende (Superintendent Gabriel Straka, Berlin), der stellvertretende Bundesvorsitzende (Pastor Manfred Frank, Templin) und der Bundesschatzmeister (Pastor Ruthardt Prager, Frankfurt am Main). Als Bundesgeschäftsführer wurde Thomas Kraft (Bad Wildungen) berufen. Seit September 2017 hat Christoph Zschunke (Leipzig) das Amt des Bundeskantors inne.

## Arbeit
Schwerpunkt der CS-Arbeit sind Workshops und Seminarangebote zu verschiedenen Bereichen christlicher Chor- und Musikarbeit. Vom Christlichen Sängerbund in Zusammenarbeit mit den Sängerkreisen und Landesverbänden veranstaltete Singetage führen Chöre zusammen und dienen unter anderem dem gemeinsamen Studium neuer Chorliteratur. In diesem Zusammenhang muss der bundeseigene Verlag Singende Gemeinde (VSG) erwähnt werden. Er existiert seit gut 50 Jahren und gibt Noten, Fachliteratur und Tonträger heraus.
Weiterer Arbeitsschwerpunkt sind die Singefreizeiten, die vom Sängerbund für unterschiedliche Alters- und Interessensgruppen angeboten werden. Sie wollen musikalische Arbeit und Erholung miteinander verbinden.